# Коронація слова
Коронація слова — міжнародний літературний конкурс романів, п'єс, кіносценаріїв, пісенної лірики та творів для дітей.
Проєкт Тетяни і Юрія Логушів. Метою конкурсу є підтримка новітньої української культури, пошук нових імен, видання найкращих романів, стимулювання й підтримка сучасного літературного процесу кіно й театру, і як наслідок — наповнення українського ринку повнокровною конкурентоспроможною літературою, а кіно й театру — якісними українськими фільмами й п'єсами.

## Історія
Ідея конкурсу виникла в середині 1990-х рр., коли засновники Тетяна та Юрій Логуші шукали романи українських письменників по київських книгарнях.
Конкурс заснований в 1999 році як спільний проєкт з телеканалом «1+1» як конкурс романів та кіносценаріїв.
У 2000 році було заснована номінація «Кіносценарії», яку підтримав Олександр Роднянський. Того ж року було визначено 13 нових кіносценаристів. З 2005 конкурс приймає також п'єси, а з 2008-го — пісенну лірику про кохання. У 2011 році була заснована Номінація «Твори для дітей». У 2012 р. засновники «Коронації слова» Тетяна та Юрій Логуші заснували нову окрему премію «Золоті письменники України».
У 2018 році створено Міжнародний мультимистецький конкурс «Молода КороНація».

## Умови конкурсу
Подаватись на «Коронацію слова» можуть усі: як досвідчені письменники так і новачки. Єдине офіційне обмеження в конкурсі — твори повинні бути написані українською мовою. У кожній номінації визначаються три найкращих твори, також є заохочувальні премії.

## Склад журі, який працював з рукописами
Номінація «Пісенна лірика» — Злата Огнєвіч, Олександр Пономарьов, Юрій Нікітін, Едуард Приступа (гурт «Неділя»), Джамала, Ані Лорак, Олександр Злотник, Олександр Ярмола (гурт «Гайдамаки»), Ілларія, Анатолій Матвійчук, Павло Шилько («Гала радіо»), Дмитро Клімашенко, Анжеліка Рудницька, Фома («Мандри»), Катя Бужинська, Едуард Клім, Марія Бурмака, Анна Заклецька (гурт "Врода), Юрко Зелений, Тереза Франк, Наталя Валевська.
Номінація «П'єси» — Станіслав Мойсеєв, Павло Ар'є, Олександр Гаврош, Олена Бондарєва (науковець і письменниця), Ярослав Верещак (драматург), Ірина Савченко, Архипчук Сергій, Юров Павло, Богдан Бенюк, Наталія Сумська, Марк Бровун (Народний артист України), Богдан Струтинський, Віталій Кіно.
Номінація «Кіносценарії» — Андрій Бенкендорф, Кшиштоф Зануссі, Віктор Андрієнко, Дмитро Сухолиткий-Собчук, Юлія Чернявська (кінокомпанія «FRESH PRODUCTION.UA», Альона Одноралова (Інтершкола), Володимир Тихий, Ігор Грабович, Василь Портяк (прозаїк), Борис Савченко (кінорежисер), Тарас Денисенко (кіноактор), Сергій Тримбач (кінознавець і кіносценарист), Володимир Войтенко, Ольга Самолевська (режисер), Олекса Росич (сценарист), Олександр Ігнатуша (кінорежисер).
Номінація «Твори для дітей» — Володимир Бризкін (Теза), Микола Мартинюк, Іван Малкович, Леся Вороніна (видавець, письменниця і журналіст).
Номінація «Романи» — Іван Дзюба, Юрій Мушкетик, Тамара Гундорова, Микола Жулинський, Світлана Скляр (Клуб Сімейного Дозвілля), Сімонова Елеонора (Нора-друк), Олександр Красовицький, Марина Олійник (чиказький часопис "Час і події), Олександра Коваль (Форум видавців).

## Церемонії нагородження
- Коронація слова — 2001
- Коронація слова — 2002
- Коронація слова — 2003
- Коронація слова — 2004
- Коронація слова — 2005
- Коронація слова — 2006
- Коронація слова — 2007
- Коронація слова — 2008
- Коронація слова — 2009
- Коронація слова — 2010
- Коронація слова — 2011
- Коронація слова — 2012
- Коронація слова — 2013
- Коронація слова — 2014
- Коронація слова — 2015
- Коронація слова — 2016
- Коронація слова — 2017
- Коронація слова — 2018
- Коронація слова — 2019
- Коронація слова — 2020

## Всеукраїнська літературна премія «Вибір дітей»
У 2015 на Коронації слова 2015 була вперше вручена Всеукраїнська літературна премія «Вибір дітей», заснована дитячою письменницею Ларисою Ніцой за партнерства народного депутата України Анатолія Євлахова. Премія вручається за найкращий прозовий твір для дітей. Це перша українська премія, коли найкращий прозовий твір визначають виключно діти з різних областей країни, що входять до складу журі.
Премію заснувала в 2015 році дитяча письменниця, громадська діячка, педагог, Лариса Ніцой. Партнером проєкту в 2015 році виступив Народний депутат України Анатолій Євлахов.
Переможець отримує грошову винагороду та статуетку, розроблену відомою англійською художницею-ілюстратором українського походження Еліною Елліс.
Статуетка була спеціально розроблена для відзнаки «Вибір дітей». На прохання засновника конкурсу, Лариси Ніцой, малюнок намалювала відома англійська художниця-ілюстратор українського походження Еліна Елліс.
Першим лауреатом премії став твір «Комп і компанія» Анни Коршунової з м. Суми.
Премія вручається на церемонії нагородження Міжнародного літературного конкурсу «Коронація слова».

## Здобутки

### Романи
«Коронація слова» відкрила для широкого кола читачів понад 250 авторів, серед яких імена Ольги Василюк, Ірен Роздобудько, Марини Гримич, Анни Хоми, Олександра Вільчинського, Наталки Очкур, Марини Мєдникової, Андрія Кокотюхи, Василя Шкляра, Володимира Лиса та багато інших молодих письменників.
В номінації для романів, конкурс відкрив 145 нових романістів (письменники які не писали романів) і підсилив ще 73 письменників які вже видавалися але збільшили свою популярність і отримали заохочення далі писати. Разом ці 218 письменника видали 432 романів, з яких вперше відкриті конкурсом видали 295 романів.

До конкурсу зростає інтерес професійних письменників.
Я трошки ожив, бо зрозумів, що таки є нова українська література. Це перелом. Прочитав книжки, не все сприймаю, але література — є.
— так висловився письменник, член Спілки письменників України, Юрій Мушкетик про твори лауреатів конкурсу, а з ними — і про сучасне українське письменство.

### Кінострічки
У 2004 році Роман Балаян відзнято фільм «Ніч світла», за мотивами кіноповісті Олександра Жовни — дипломанта 2000 року за кіносценарій «Експеримент».
У 2005 році широкому загалу був представлений фільм «Світлячки» Надії Кошман, володар 3-ї премії 2004 року. Фільм був відзнятий на замовлення Міністерства культури.
Прем'єра кінострічки «Ґудзик» за однойменним романом Ірен Роздобудько відбулася 8 червня 2008 року на телеканалі «1+1».Сценарій фільму переміг на XIII Міжнародному телевізійному фестивалі, який відбувся 27-31 жовтня в Барі, Чорногорія.
2008 відбувалася екранізація роману «Темна вода» Андрія Кокотюхи, який здобув першу премію в Номінації «Романи» в 2005 році.
У 2009 році був екранізований ще один роман Андрія Кокотюхи «Повзе змія», який отримав 3-тю премію 2005р, режисер фільму Максим Бернадський.
У 2011 році світ побачив фільм «Борода» режисера та переможця 1-ї премії в номінації кіносценарії Дмитра Собчука-Сухолиткого.
А у 2013 році було екранізовано фільм «Іван сила» Олександра Гавроша, який у 2011 році отримав першу премію за п'єсу «Цирк Івана Сили». Продюсером фільму став відомий актор Віктор Андрієнко.
Натомість у 2016 році у прокат вийшов фільм «Гніздо горлиці» за сценарієм Василя Мельника. Фільм отримав відзнаку таких кінофестивалів, як Одеський міжнародний кінофестиваль, Міжнародний кінофестиваль Мангейм-Гайдельберг, Національна кінопремія «Золота дзиґа», у якій отримав 6 перемог у номінаціях з восьми можливих.
У 2016 році «Століття Якова» за романом Володимира Лиса (1-ша премія 2008 р.), який здобув 1-шу премію Гран Коронації, автор сценарію Андрій Кокотюха, 1-ша і 2-га премії в романах 2006 р., третя премія в кіносценаріях 2007 р., режисер Бата Недич.
У 2017 році «Будинок „Слово“», документальний фільм, сценаристи Любов Якимчук, Тарас Томенко (теж режисер, та оператор разом з Олександром Якимчуком), продюсери Юля Чернявська, Олег Щербина.
У 2018 році «Будинок „Слово“», художній фільм, сценаристи Любов Якемчук, Тарас Томенко (теж режисер, та оператор разом з Олександром Якимчуком), продюсери Юля Чернявська, Олег Щербина.
У 2018 році «Залишенець», за романом «Чорний ворон» Василя Шкляра (перша премія в романах 2001 р. за роман «Елементал»/«Самотній вовк»).
У 2018 році «Молоко з кров'ю», за романом Люко Дашвар (Ірини Чернови), за що здобула премію КС у 2008 р.
У 2018 році «ЕКС» за кіносценарієм Ярослава Яріша, 2-га премія КС у кіносценаріях 2015 р.
У 2018 році «Вулкан» — копродукційний українсько-німецько-монакський, повнометражний ігровий фільм. 2015 році сценарій створений Романом Бондарчуком, Дар'єю Аверченко та Аллою Тютюнник став лауреатом «Коронації слова».
У 2018 році «Штангіст» Дмитра Сухолиткого-Собчука, кіносценарій отримує відзнаку у Гран Коронації 2015 року. Визнаний найкращим фільмом Національного конкурсу «Молодість».

### Вистави
Автор вистави «Навіжена співачка» Валентин Тарасов став володарем першої премії у 2004 р.
У 2006 р. актори театру «Ательє 16» і режисер-постановник Андрій Білоус презентували виставу за п'єсою «Коли повертається дощ» учасниці конкурсу Неди Неждани. П'єса «Стежечка Святого Миколая» Лариси Діденко, яка отримала другу премію 2006 року, поставлена у Першому українському театрі для дітей та юнацтва (м. Львів).
У 2007 році було представлено українській публіці рекордну кількість вистав, відкритих Міжнародним літературним конкурсом «Коронація слова». П'єса «Соло для двох» дипломанта конкурсу 2007 року Віктора Рибачука поставлена режисером Андрієм Приходьком. «Ромео і Жасмин» Олександра Гавроша (Ужгород), отримав другу премію літературного конкурсу у 2007 році, була реалізована на сцені у трьох різних версіях. Першим її поставили учасники Студентського театру.
У 2008 році світ побачила вистава «Солодка Даруся» за романом Марії Матіос. Натомість у 2012 році була поставлена ще одна вистава авторки «Майже ніколи не навпаки» в Івано-Франківському муздрамтеатрі ім. І. Франка. За цей роман письменниця отримала 1-шу премію конкурсу у 2007 році.
У 2010 році вистава «Рододендрум» у м. Чикаго (США) Анни Багряної.
У 2012 році м'юзикл «Глорія» на лібрето автора КС Анни Багряної з прем'єрами у Донецьку та по всій Україні.
А вже у 2014 році Молодий театр презентував виставу сучасної комедії «В чом чюдо, тьотя» Надії Симчич, яка отримала у 2012 р. 1-шу премію конкурсу «Коронація слова» у номінації «П'єси» за твір «Хата або Кінець епохи вишневих садів».
У 2015 році п'єса Павла Ар'є «На початку і наприкінці часів» — переможець першої премії. Постановки: у Львові — режисер Олексій Кравчук на сцені театру ім. Лесі Українки. У Києві — режисер Стас Жирков на сцені Молодого театру. У Москві- Роман Віктюк на сцені театру ім. Моссовєта. Серед його п'єс: «Слава Героям», «Кольори», «Революція, кохання, смерть і сновидіння», «Десять засобів самогубства».
У 2016 році «Із Тарасом через морок» за п'єсою лауреата першої премії Богдани Олександровської — у постановці Конотопського народного театру «Ми».
Казка п'єса-переможець конкурсу, автора Ольги Байбак «Нові пригоди Червоної Шапочки». Київ, театр «New stage».
У 2017 році «Соло для двох» Віктора Рибачука, вистава поставлена у Центрі мистецтв «Новий український театр».
Постановка «Золотий поріг» Надії Тубальцевої (драма посіла 1 місце в «Коронації Слова-2013») поставлена у театрі ім. Захави (м. Павлоград) Анатолія Реви.
Вистава «Країна серйозних» Марини Смілянець, (перша премія у номінації «Пєси для дітей») поставлена у Центрі мистецтв «Новий український театр». «Собача будка» Марини Смілянець, перша премія у номінації «Краща п'єса» 2018 року. Вистави за цією п'єсою поставлені у двох театрах: «Вавилон» та у Центрі мистецтв «Новий український театр».

## Ролики книг
- Анна Багряна «Етимологія крові» [Архівовано 11 жовтня 2016 у Wayback Machine.]
- Володимир Лис «Острів Сильвестра» [Архівовано 6 грудня 2015 у Wayback Machine.]
- Тимур Литовченко «Орлі, син Орлика»
- Люко Дашвар «БИТІ Є»
- Марина Павленко «Русалонька із 7-В»!
- Олексій Волков «Слід на воді»